# Oravaluoto (ö i Satakunta)
Oravaluoto är en ö i Finland. Den ligger i sjön Valkjärvi och i kommunen Påmark i den ekonomiska regionen  Björneborgs ekonomiska region  och landskapet Satakunta, i den sydvästra delen av landet, 230 km nordväst om huvudstaden Helsingfors. Öns area är 0,7 hektar och dess största längd är 150 meter i öst-västlig riktning.